# Plaumann і Co проти Комісії
Plaumann & Co проти Комісії (Справа 25/62) – справа ЄУ, що стосується судового нагляду в Європейській Унії.

## Зміст
Plaumann & Co імпортувала клементини. Влада Німеччини хотіла призупинити мита на імпорт, але Єврокомісія відмовила в дозволі. Пан Плауманн домагався судового перегляду рішення Комісії.

## Судове рішення
Суд постановив, що Plaumann & Co не має права на судовий перегляд рішення Комісії, оскільки фірма не була «окремо зацікавленою».
|  | Особи, відмінні від тих, кому адресовано рішення, можуть стверджувати, що вони є індивідуально зачепленими, лише якщо це рішення впливає на них через певні ознаки, притаманні їм, або через обставини, за яких вони відрізняються від усіх інших осіб, і в силу цих факторів вирізняє їх індивідуально, так само, як і у випадку особи, якій адресовано рішення. У цій справі заявник постраждав від оскаржуваного Рішення як імпортер клементинів, тобто внаслідок комерційної діяльності, яка може здійснюватися будь-якою особою в будь-який час, і тому не є такою, що вирізняє заявника у зв'язку з оскаржуваним Рішенням, як у випадку з адресатом. |